# Rivière-Rouge
Rivière-Rouge – miasto w Kanadzie, w prowincji Quebec, w regionie Laurentides i MRC Antoine-Labelle. Powstało w 2002 roku poprzez połączenie gmin L'Annonciation, Marchand, Sainte-Véronique i La Macaza. Po przeprowadzeniu referendum La Macaza została wyłączona z miasta i stała się ponownie samodzielną gminą. L'Annonciation, Marchand i Sainte-Véronique stanowią dziś sektory nowego miasta. Nazwa Rivière-Rouge pochodzi od przepływającej przez miasto rzeki Rouge.
Liczba mieszkańców Rivière-Rouge wynosi 4 152. Język francuski jest językiem ojczystym dla 96,0%, angielski dla 1,8% mieszkańców (2006).